# 셰인 밴다이크
셰인 밴다이크(영어: Shane Van Dyke, 1979년 8월 28일 ~ )는 미국의 배우, 영화 감독, 각본가이다.
로스앤젤레스에서 태어났다. 배우 딕 밴다이크의 손자이자, 배리 밴다이크의 아들이다.

## 작품 목록

### 영화
- 지구가 멈추는 날 2012 (2008) - 각본
- 샤크 스웜 (2008) - 출연
- 파라노말 엔티티 (2009) - 연출, 각본, 출연
- 스카이모퍼: 외계로봇의 침공 (2009, Transmorphers: Fall of Man) - 출연 (제이크 밴라이버그 역)
- 타이타닉 II (2010) - 출연 (헤이든 월시 역)
- 6 Guns (2010) - 출연
- 슈퍼 샤크 (2011) - 출연
- 헌팅 인 살렘: 악령의 마을 (2011) - 연출
- 체르노빌 다이어리 (2012) - 각본
- The Sacred (2012) - 각본
- 배틀독 (2013) - 각본
- 사일런스 (2019) - 각본

### 텔레비전
- 닥터 슬론 (1997-2001) - 출연